# Mirosternus pyrophilus
Mirosternus pyrophilus là một loài bọ cánh cứng thuộc họ Ptinidae.